# Фабер, Андреас Вильгельм
Андреас Вильгельм Фабер (дат. Andreas-Vilhelm Faber, 1847—1883) — датский писатель; перенёс на датскую театральную сцену множество французских и немецких пьес и вместе с Карлом Меллером написал несколько оригинальных пьес под псевдонимом Петра Зеренсена (Peter Soerensen).
Сборник его песен издан под заглавием «Sang og Klang» (Копенгаген, 1873). Фабер издал также «Viser og Vers» (1877), собрание сонетов и популярных песен («Den tapre Landsoldat», переложенное на музыку в 1848 году, стала датской Марсельезой), написанных его отцом, Петром Фабером (1810—1877).